# 末姫
末姫（すえひめ、文化14年9月18日（1817年10月28日） - 明治5年11月1日（1872年12月1日））は、江戸時代後期から明治前期の女性。安芸広島藩第9代藩主・浅野斉粛の正室。第11代将軍・徳川家斉の二十四女。12代将軍・徳川家慶の異母妹。諱は貴子。

## 生涯
文化14年（1817年）に第11代将軍・徳川家斉の二十四女として生まれた。母は中野碩翁の養女(実父は諸説あり不明)・於美代。同母姉に溶姫（加賀藩主・前田斉泰室）がいる。
文政6年（1823年）6月18日、広島藩主・浅野斉賢の嫡男・勝吉（後の斉粛）と縁組する。天保4年（1833年）11月15日、引移（輿入れ）し、婚儀が行われた。この時、末姫・斉粛ともに17歳。天保14年（1843年）、女子・八百姫を産んだが、八百姫は2か月後に死去した。
慶応3年（1867年）に落飾し、泰栄院と号した。
明治5年（1872年）に55歳で死去し、青松寺に埋葬された。